# Bahnstrecke Contoocook–Peterborough
| Gesellschaft: | MBRX                 |                                           |                                           |
| Streckenlänge: | 54,18 km             |                                           |                                           |
| Spurweite: | 1435 mm (Normalspur) |                                           |                                           |
| |                      |                                           |                                           |
| Gleise: | 1                    |                                           |                                           |
| \| \| \| \| \| \| \| \| von Concord \| \| \| \| 0,00 \| Contoocook NH (früher Contoocookville) \| Contoocook NH (früher Contoocookville) \| \| \| \| Contoocook River \| \| \| \| \| nach Claremont \| \| \| \| 4,84 \| West Hopkinton NH \| West Hopkinton NH \| \| \| \| Contoocook River \| \| \| \| \| Strecke Manchester–Henniker \| \| \| \| \| Verbindungskurve von Manchester \| \| \| \| 11,70 \| Henniker Junction NH \| Henniker Junction NH \| \| \| 13,04 \| Henniker NH \| Henniker NH \| \| \| \| Contoocook River \| \| \| \| 15,45 \| Emerson NH \| Emerson NH \| \| \| 23,59 \| Hillsboro NH (früher Hillsborough Bridge) \| Hillsboro NH (früher Hillsborough Bridge) \| \| \| \| Contoocook River \| \| \| \| 28,03 \| Holton NH \| Holton NH \| \| \| 29,56 \| West Deering NH \| West Deering NH \| \| \| 34,56 \| Antrim NH \| Antrim NH \| \| \| \| Contoocook River \| \| \| \| 37,68 \| Bennington NH \| Bennington NH \| \| \| \| Verbindungskurve von Greenfield \| \| \| \| 41,10 \| Elmwood NH \| Elmwood NH \| \| \| \| Verbindungskurve von Keene \| \| \| \| \| Strecke Keene–Greenfield \| \| \| \| \| Verbindungskurve nach Greenfield \| \| \| \| 44,85 \| Cavender NH \| Cavender NH \| \| \| 47,32 \| Nahor NH \| Nahor NH \| \| \| 49,85 \| Tarbell NH \| Tarbell NH \| \| \| 54,18 \| Peterborough NH \| Peterborough NH \| \| \| \| von Winchendon \| \| |                      |                                           |                                           |
| |                      |                                           |                                           |
| Strecke (außer Betrieb) |                      | von Concord                               | von Concord                               |
| Bahnhof (Strecke außer Betrieb) | 0,00                 | Contoocook NH (früher Contoocookville)    | Contoocook NH (früher Contoocookville)    |
| Brücke über Wasserlauf (Strecke außer Betrieb) |                      | Contoocook River                          | Contoocook River                          |
| Abzweig geradeaus und nach rechts (Strecke außer Betrieb) |                      | nach Claremont                            | nach Claremont                            |
| Haltepunkt / Haltestelle (Strecke außer Betrieb) | 4,84                 | West Hopkinton NH                         | West Hopkinton NH                         |
| Brücke über Wasserlauf (Strecke außer Betrieb) |                      | Contoocook River                          | Contoocook River                          |
| Kreuzung (Strecken außer Betrieb) |                      | Strecke Manchester–Henniker               | Strecke Manchester–Henniker               |
| Abzweig geradeaus und von links (Strecke außer Betrieb) |                      | Verbindungskurve von Manchester           | Verbindungskurve von Manchester           |
| Haltepunkt / Haltestelle (Strecke außer Betrieb) | 11,70                | Henniker Junction NH                      | Henniker Junction NH                      |
| Bahnhof (Strecke außer Betrieb) | 13,04                | Henniker NH                               | Henniker NH                               |
| Brücke über Wasserlauf (Strecke außer Betrieb) |                      | Contoocook River                          | Contoocook River                          |
| Bahnhof (Strecke außer Betrieb) | 15,45                | Emerson NH                                | Emerson NH                                |
| Bahnhof (Strecke außer Betrieb) | 23,59                | Hillsboro NH (früher Hillsborough Bridge) | Hillsboro NH (früher Hillsborough Bridge) |
| Brücke über Wasserlauf (Strecke außer Betrieb) |                      | Contoocook River                          | Contoocook River                          |
| Haltepunkt / Haltestelle (Strecke außer Betrieb) | 28,03                | Holton NH                                 | Holton NH                                 |
| Haltepunkt / Haltestelle (Strecke außer Betrieb) | 29,56                | West Deering NH                           | West Deering NH                           |
| Bahnhof (Strecke außer Betrieb) | 34,56                | Antrim NH                                 | Antrim NH                                 |
| Brücke über Wasserlauf (Strecke außer Betrieb) |                      | Contoocook River                          | Contoocook River                          |
| Betriebs-/Güterbahnhof Strecke bis hier außer Betrieb | 37,68                | Bennington NH                             | Bennington NH                             |
| Abzweig ehemals geradeaus und nach links |                      | Verbindungskurve von Greenfield           | Verbindungskurve von Greenfield           |
| Bahnhof (Strecke außer Betrieb) | 41,10                | Elmwood NH                                | Elmwood NH                                |
| Abzweig geradeaus und nach rechts (Strecke außer Betrieb) |                      | Verbindungskurve von Keene                | Verbindungskurve von Keene                |
| Kreuzung (Strecken außer Betrieb) |                      | Strecke Keene–Greenfield                  | Strecke Keene–Greenfield                  |
| Abzweig geradeaus und von links (Strecke außer Betrieb) |                      | Verbindungskurve nach Greenfield          | Verbindungskurve nach Greenfield          |
| Haltepunkt / Haltestelle (Strecke außer Betrieb) | 44,85                | Cavender NH                               | Cavender NH                               |
| Haltepunkt / Haltestelle (Strecke außer Betrieb) | 47,32                | Nahor NH                                  | Nahor NH                                  |
| Haltepunkt / Haltestelle (Strecke außer Betrieb) | 49,85                | Tarbell NH                                | Tarbell NH                                |
| Bahnhof (Strecke außer Betrieb) | 54,18                | Peterborough NH                           | Peterborough NH                           |
| Strecke (außer Betrieb) |                      | von Winchendon                            | von Winchendon                            |

Die Bahnstrecke Contoocook–Peterborough ist eine ehemalige Eisenbahnverbindung in New Hampshire (Vereinigte Staaten). Sie ist rund 54 Kilometer lang und verbindet die Städte Contoocook, Henniker, Hillsboro, Bennington und Peterborough. Die Strecke ist größtenteils stillgelegt und abgebaut. Lediglich der Abschnitt von Elmwood nach Bennington ist noch vorhanden, wird jedoch durch den Eigentümer Milford-Bennington Railroad nicht planmäßig bedient.

## Geschichte
Geplant wurde die Strecke teilweise bereits in den 1840er Jahren. Die Contoocook Valley Railroad wollte eine Zweigstrecke von der ebenfalls geplanten Bahnstrecke Concord–Claremont entlang des Contoocook River bauen, um die aufstrebende Textilindustrie im Tal anzubinden. In Contoocook sollte die Strecke abzweigen und südwärts bis Hillsboro führen. Nur drei Monate nach der Eröffnung der Hauptstrecke von Concord ging diese Strecke im Dezember 1849 in Betrieb. Ab 1853 oblag die Betriebsführung der Northern Railroad of New Hampshire, die die Strecke wie auch die Hauptstrecke Concord–Claremont gepachtet hatte.
Ende der 1860er Jahre wurde der Wunsch laut, die Strecke entlang des Contoocook bis zum Nordende der geplanten Monadnock Railroad in Peterborough zu verlängern. Die am 7. Juli 1869 gegründete Peterborough and Hillsborough Railroad baute ab 1877 die Strecke. Am 5. Juli 1878 fand die Eröffnung statt. Gleichzeitig pachtete die Northern auch diesen Abschnitt und führte auf ihm den Betrieb. 1884 übernahm die Boston and Lowell Railroad die Pachtverträge und die Betriebsführung für die Strecke, gefolgt von der Boston and Maine Railroad vier Jahre später.
Nachdem am 13. März 1936 heftige Unwetter die Strecke südlich von Elmwood zerstörten, wurde der Personenverkehr auf der Gesamtstrecke eingestellt und der Güterverkehr zwischen Elmwood und Peterborough. Auch zwischen Emerson und Hillsboro endete der Gesamtverkehr. Beide Abschnitte wurden 1942 offiziell stillgelegt, sodass nun noch zwei Stichstrecken, von Contoocook nach Emerson und von Elmwood nach Hillsboro, bestanden. 1954 erwarb die neugegründete Claremont and Concord Railway den Abschnitt Contoocook–Emerson von der Boston&Maine. 1960 legte der neue Eigentümer den Abschnitt West Hopkinton–Emerson und bereits im folgenden Jahr auch den übrigen Teil still.
Die Boston&Maine betrieb weiterhin den südlichen Streckenteil, wo im September 1952 eine direkte Verbindungskurve aus Richtung Hillsboro in Richtung Nashua zur Bahnstrecke Keene–Greenfield eingebaut wurde. 1979 kam das Aus für den Abschnitt Hillsboro–Bennington, nachdem er zuletzt nur noch bei Bedarf bedient wurde. Ab 1983 führte die Guilford Transportation den Betrieb auf den verbleibenden rund 3,5 Kilometern, jedoch fuhren hier ebenfalls nur bei Bedarf Züge. Der Eigentümer beantragte die Stilllegung, jedoch erwarb der Bundesstaat New Hampshire 1992 die Strecke und verpachtete sie an die Milford-Bennington Railroad. Der Güterverkehr ruht dennoch seither.

## Streckenbeschreibung
Die Strecke zweigt in Contoocook direkt an der Brücke über den Contoocook River aus der Bahnstrecke Concord–Claremont ab und verläuft am Ufer des Flusses südwestwärts. Die gesamte Strecke liegt an diesem Fluss, der mehrfach überquert wird. Von der Brücke westlich von Henniker steht heute nur noch die Mittelstütze im Fluss, die Brücke bei Bennington ist noch vorhanden, die übrigen sind abgerissen. Eine besondere Konstruktion war in Hillsboro nötig, da hier der Fluss in spitzem Winkel gekreuzt werden musste.
In Henniker und in Elmwood kreuzte die Bahnstrecke andere Strecken niveaugleich. Die Kreuzung in Henniker hatte nur wenige Jahre Bestand und wurde später zu einem Abzweig umgebaut, die in Elmwood bestand bis zum Umbau des Bahnhofs 1948.